# Alaimo da Lentini
Alaimo da Lentini, o da Leontino (Messina, 1210 circa – 1287), è stato un generale italiano, conte di Buccheri, signore di Butera, Palazzolo e uno dei protagonisti dei Vespri siciliani.
Il re di Napoli Carlo I d'Angiò lo nominò nel 1271 consigliere e familiare regio, e nel 1274 giustiziere del principato di Benevento; prestò i propri servizi, poi, alla Corona d'Aragona e fu gran giustiziere del regno di Sicilia (1282-1284).
La baronia di Ficarra gli fu conferita in qualità di marito di Macalda di Scaletta, già posseduta dal primo consorte Guglielmo Amico.

## Biografia
Alaimo discendeva da una nobile famiglia di origine normanna che aveva come capostipite, secondo lo storico secentesco Filadelfo Mugnos, il cavaliere Lanfranco che, nell'813, aveva risolutamente difeso la città di Lentini e, come perenne ricordo dell'episodio, da essa assunse il cognome. Due suoi discendenti, Alaimo e Lanfranco, ottennero nel 1101 le terre di Militello. L'Alaimo, di cui si parla, era figlio di un altro Alanfranco e fratello di Simone, vescovo di Siracusa nel 1269.
Nacque, probabilmente, a Messina, intorno al 1210. La sua prima comparsa nella vita politica siciliana è fissata al 1254, quando partecipò alla congiura contro Manfredi. Come conseguenza venne esiliato, e si distinse, nel 1268, quale fautore degli Angioini, nella repressione dei seguaci di Corradino. Nel 1271/1274 il re Carlo I, gli attribuì i menzionati privilegi.. Sempre per volere del sovrano napoletano, gli fu data in sposa una donna molto più giovane di lui, ambiziosa e imperiosa, Macalda di Scaletta, dopo un primo matrimonio con un'altra donna, anch'ella di nome Macalda. Dalla vedova baronessa di Ficarra ebbe almeno due figli: Tommaso, barone di Castelvetrano (la cui posterità è ancora esistente) e Alanfranco, barone di San Basilio (in virtù di un legame matrimoniale con questa casata).

### Alaimo nella guerra del Vespro
Quando iniziò la rivolta del Vespro Alaimo si schierò con i sostenitori dell'indipendenza dell'isola, contando sulla protezione del papa Martino IV. Il 24 giugno 1282 Baldovino Mussone, primo capitano di Messina, fu sconfitto presso Milazzo. Alaimo prese il suo posto, organizzò validamente la difesa contro Carlo I d'Angiò e la città non fu espugnata. L'appoggio pontificio, però, venne meno e Alaimo, insieme ai palermitani, si rivolse al re d'Aragona Pietro III, consorte di Costanza di Svevia, figlia di Manfredi e legittima erede del trono di Sicilia. Il monarca sbarcò nell'isola, fu incoronato re e ricoprì di onori Alaimo, tra cui la carica di gran giustiziere del regno, di stratigoto di Messina (funzionario giudiziario), la titolarità di alcuni importanti e redditizi feudi, della Segrezia di Sicilia (riscossione dei tributi).L'influenza e l'agiatezza di Alaimo, anche grazie agli intrighi dell'ambiziosa moglie, aumentarono considerevolmente. Accompagnò, più tardi, Pietro III in Calabria e appianò la sommossa anti-aragonese di Gualtiero di Caltagirone. Il re dovette ritornare a Barcellona e gli affidò la custodia dei figli e della consorte, invisa a Macalda. La grande popolarità goduta da Alaimo nell'isola, il suo contraddittorio passato, i continui maneggi della sposa, la grazia concessa a Carlo lo Zoppo gli nocquero notevolmente suscitando la ferma disapprovazione di Giacomo II, figlio di Pietro III cui succedette come re di Sicilia.

### L'accusa di tradimento e la prigionia
Il 19 novembre 1284, sotto accusa di tradimento, il conte fu convocato a Barcellona e imprigionato fino al 2 giugno del 1287 nel castello della Suda di Lleida, a 160 chilometri dalla capitale. Finché regnò Pietro III, lealmente legato al barone siciliano, l'accusa poté essere respinta. Quando però, nel novembre del 1285, Pietro morì, Giacomo ottenne dal fratello Alfonso III credito alle presunte prove di colpevolezza di Alaimo, che chiese inutilmente di essere sottoposto a regolare giudizio. Il 4 agosto del 1287, Alaimo e i nipoti Adinolfo da Mineo e Giovanni da Mazzarino furono consegnati agli inviati di Giacomo, Gilberto de Castelletto e Bertrando de Cannellis.

### La condanna a morte
Sulla nave che, salpata dalla Catalogna, avrebbe dovuto ricondurli in Sicilia, venne letta ai due prigionieri la sentenza di morte e, in vista delle coste, presso l'isola di Marettimo (la più occidentale delle Egadi), entrambi vennero gettati in mare, avvolti in lenzuoli e zavorrati, secondo la pena della mazzeratura.
I continui voltafaccia del vecchio Alaimo e il nefasto ascendente della contessa Macalda gli furono letali. La spregiudicata donna fu rinchiusa nel castello di Matagrifone, nei dintorni di Messina, dove diventarono famose le sue partite a scacchi con il bey di Tunisi. Non si conosce la precisa data della sua morte e come questa avvenne.

## Galleria d'immagini

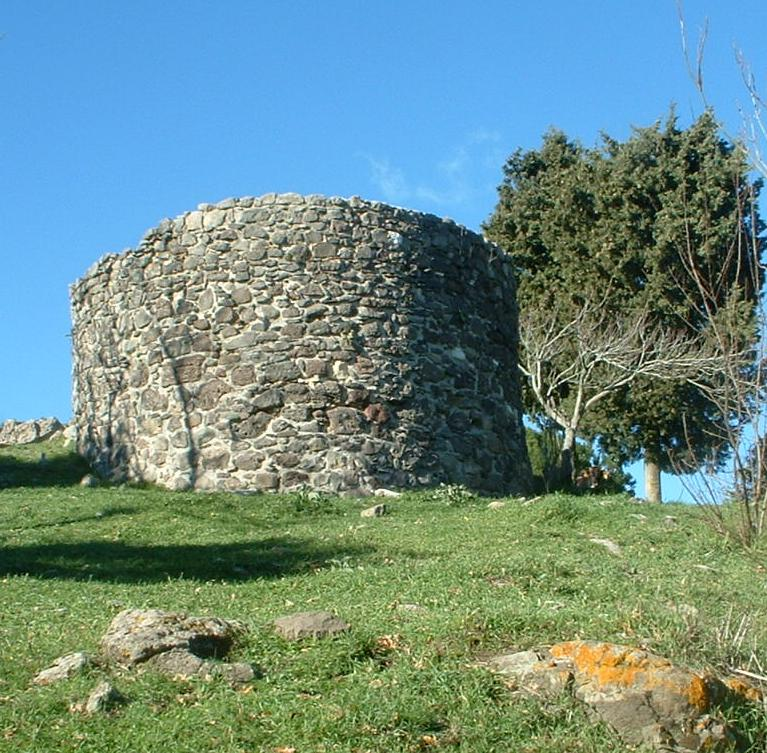
I resti del castello di Buccheri dove spesso vissero Alaimo e Macalda
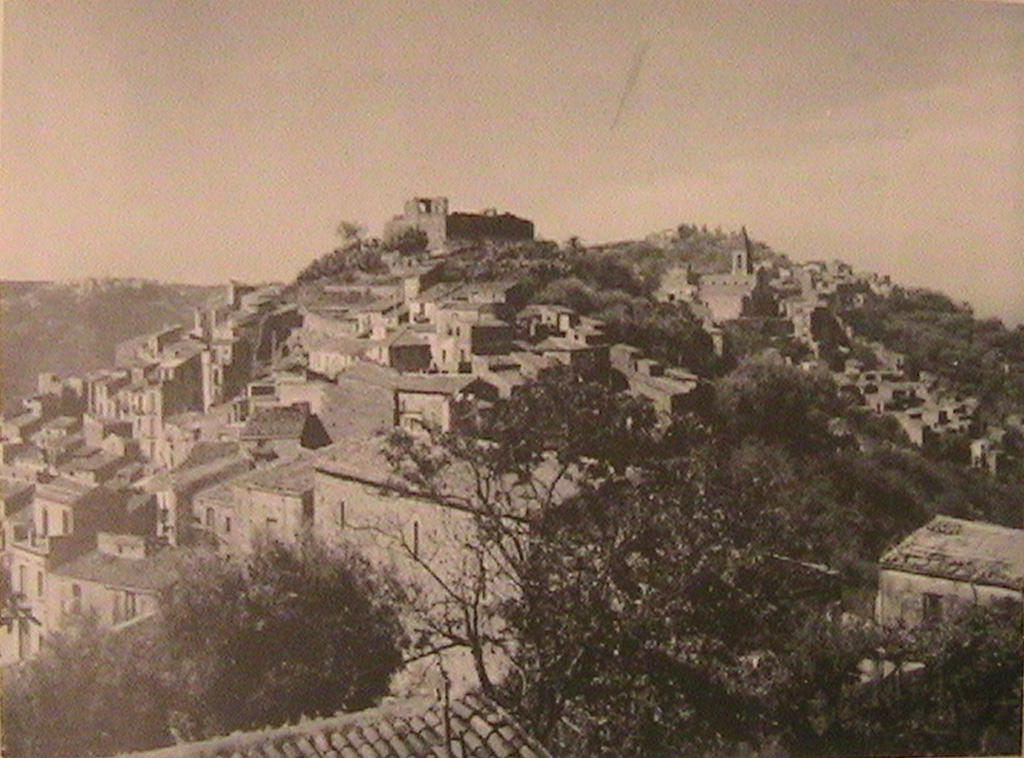
Ficarra con il castello della baronessa Macalda
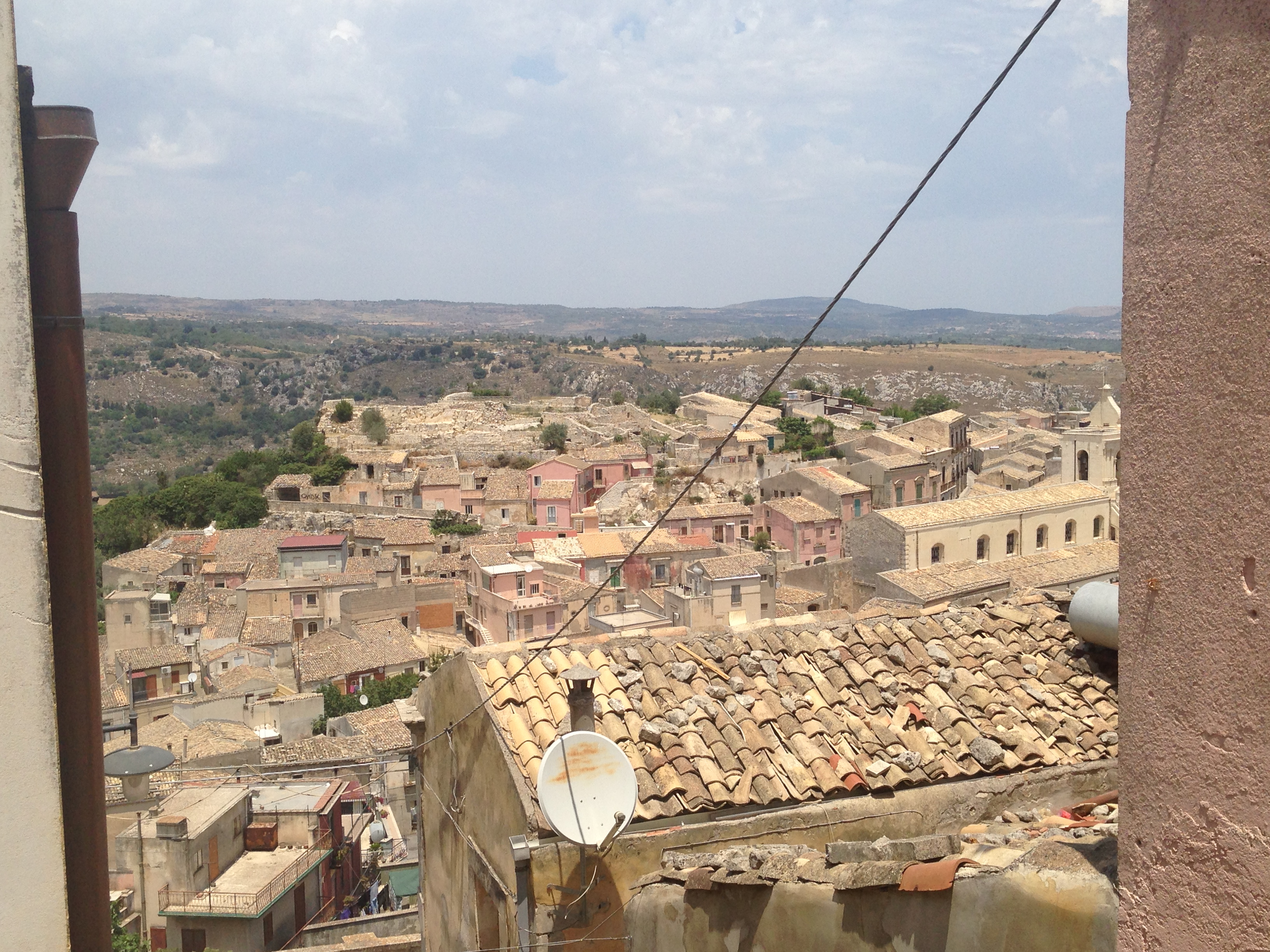
Quel che rimane del castello medievale di Palazzolo
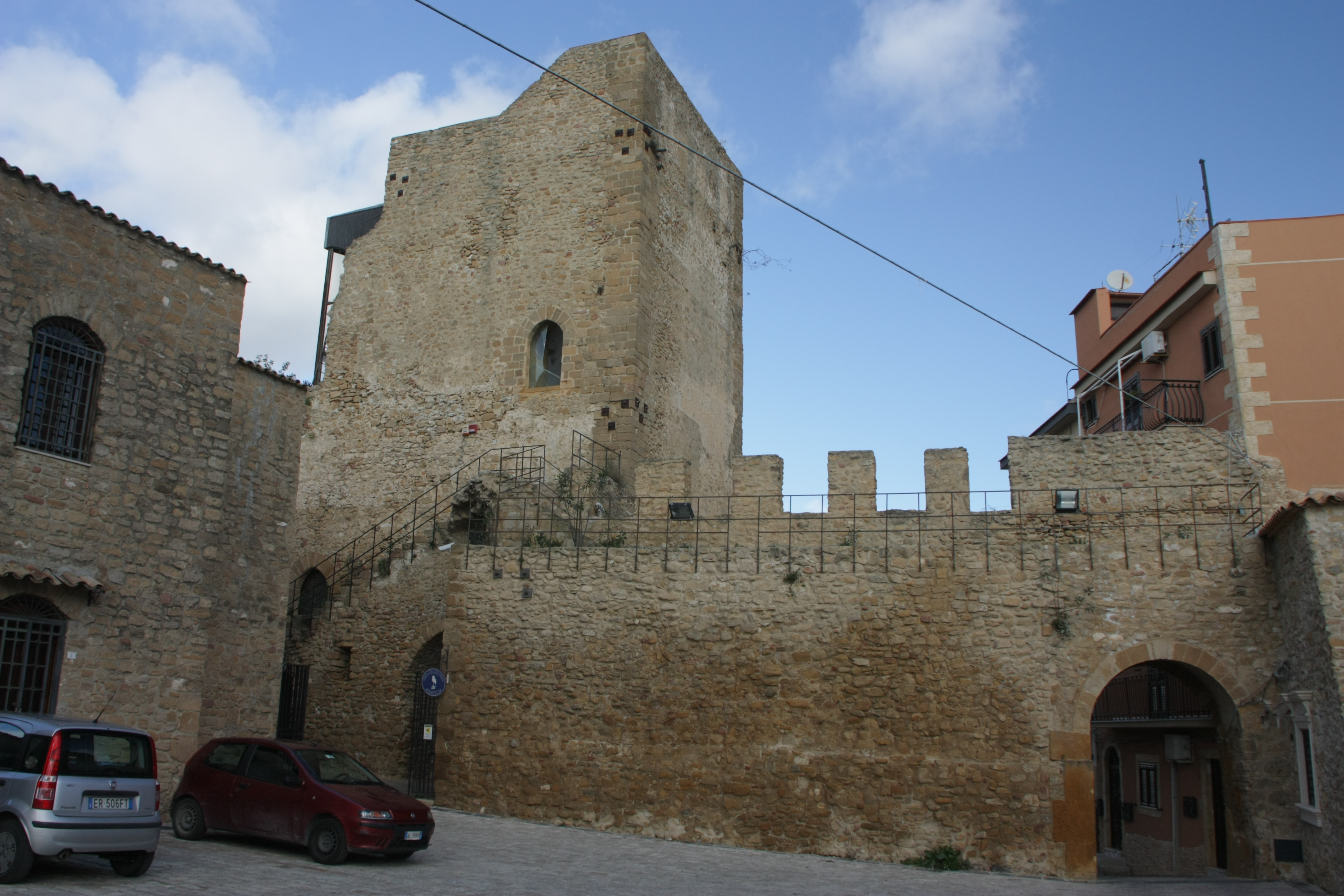
Il castello di Butera
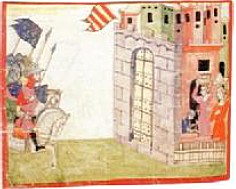
L'assedio angioino di Messina respinto da Alaimo
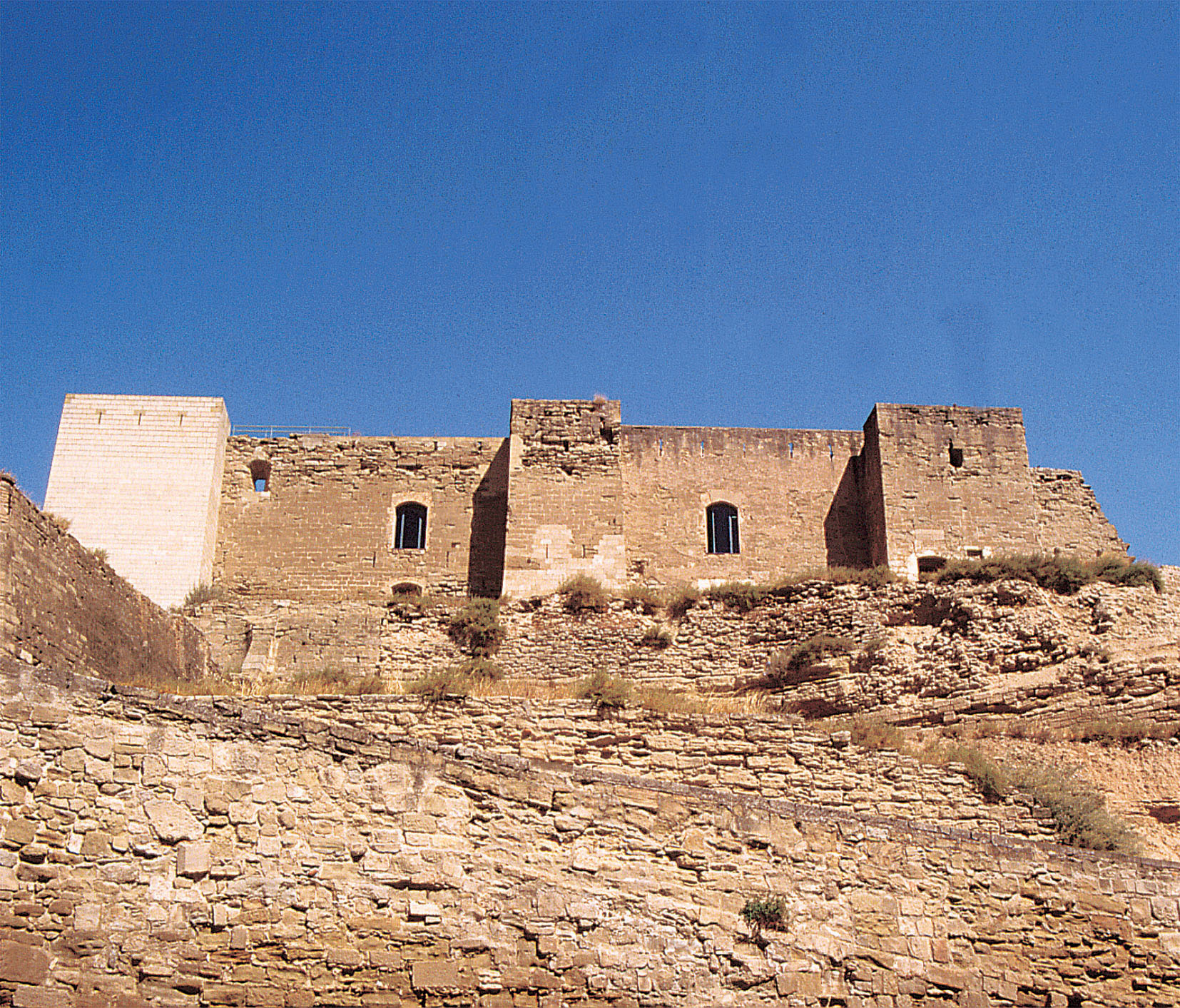
Il castello della Suda, a Lleida, dove fu imprigionato Alaimo